# Fierville-les-Mines
Fierville-les-Mines ist eine französische Gemeinde im Département Manche in der Region Normandie. Die Einwohner nennen sich Fiervillais.

## Toponymie
Französisch fier stolz (lateinisch ferus) gefolgt von der französischen Endung -ville. -les-Mines ist eine Anspielung auf den ehemaligen Eisenbergbau. Dieser Anhang besteht seit dem Jahre 1935.

## Geografie
Fierville-les-Mines liegt auf der Halbinsel Cotentin. Angrenzende Gemeinden sind:
- Saint-Pierre-d’Arthéglise
- Bricquebec-en-Cotentin mit Le Valdécie
- Saint-Jacques-de-Néhou
- Saint-Maurice-en-Cotentin
- Besneville
- Le Mesnil
- Port-Bail-sur-Mer mit Portbail

## Bevölkerungsentwicklung
| Jahr      | 1962 | 1968 | 1975 | 1982 | 1990 | 1999 | 2006 |
| Einwohner | 412  | 338  | 322  | 284  | 245  | 252  | 303  |

## Sehenswürdigkeiten
- Kirche Saint-Pierre (14. Jahrhundert – 1768)
- Retabel aus dem 18. Jahrhundert, Statue von Saint Peter (16. Jahrhundert), die in die Liste der historischen Denkmäler (als Gegenstand) aufgenommen worden ist[2]
- Jungfrau mit dem Kind (Vierge à l’Enfant) aus dem 14. Jahrhundert in einer Nische, die in die Liste der historischen Denkmäler (als Gegenstand) aufgenommen worden ist[3].
- Gutshaus Le Bas Manoir (15. bis 18. Jahrhundert).
- Ehemalige Windmühle aus 1744, 1997 instand gesetzt.

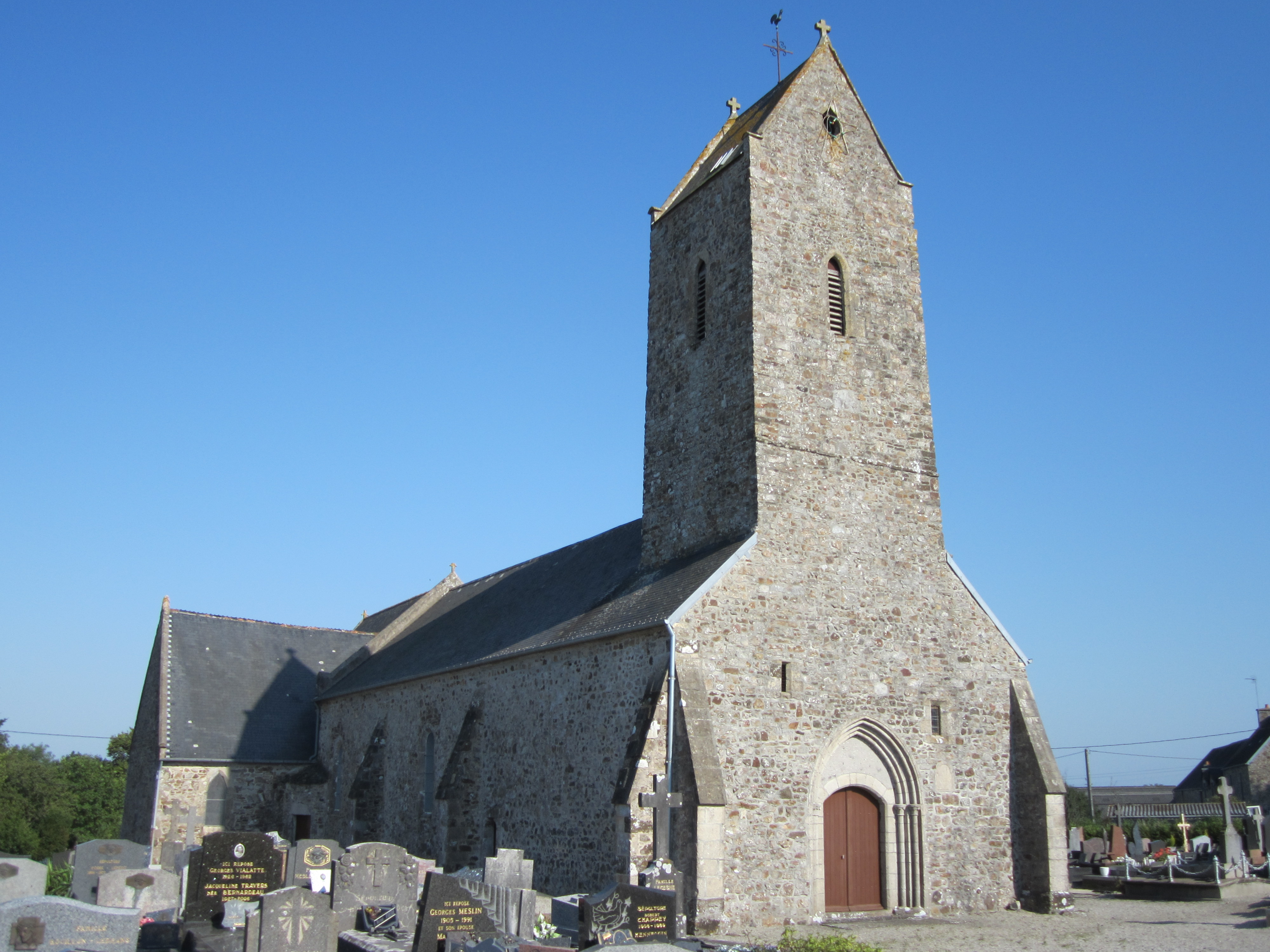
Kirche Saint-Pierre

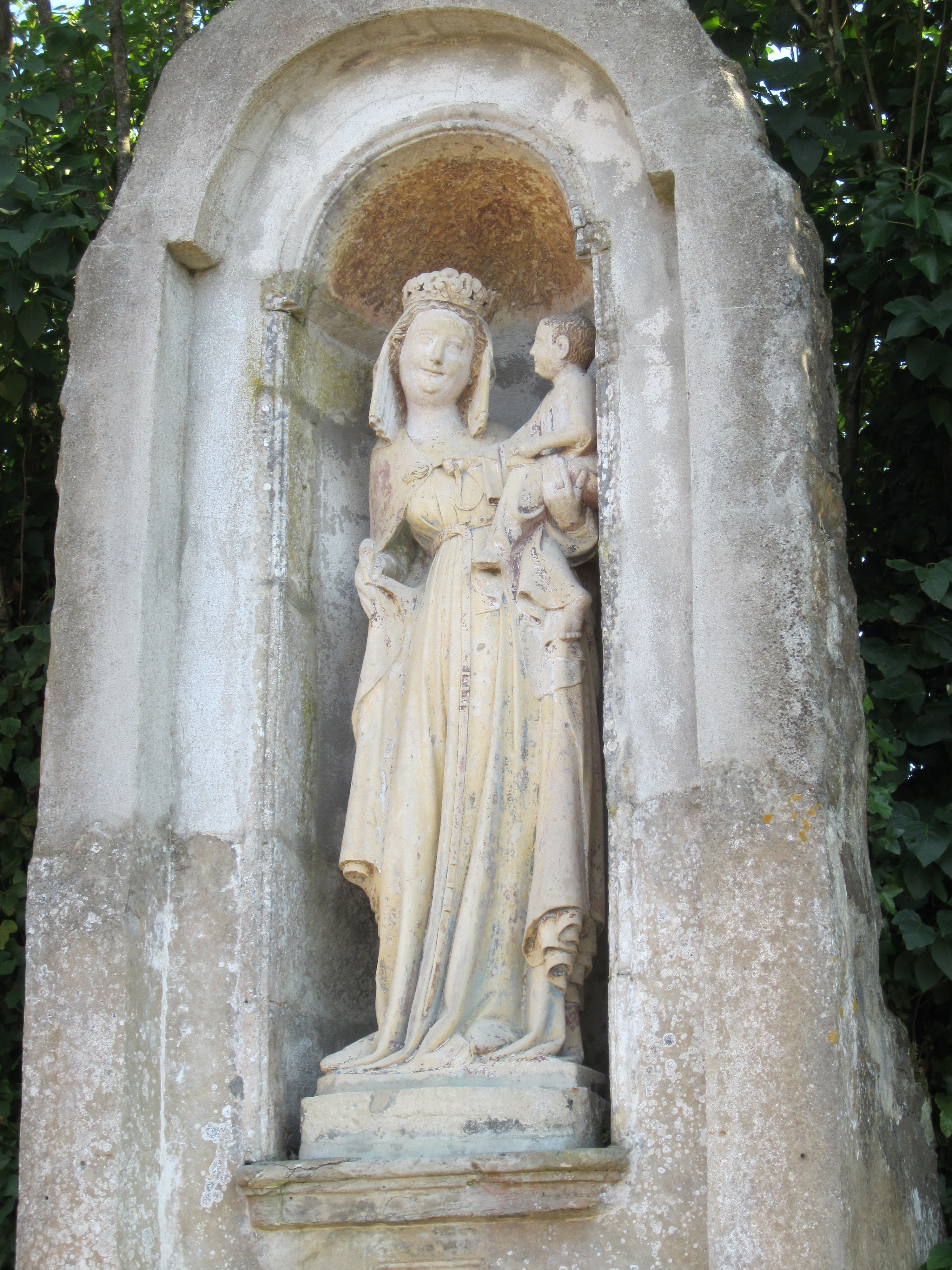
Jungfrau mit dem Kind